# Contrebasse
Contrebasse, Contrabass, contrabasso, hay đại vĩ cầm, hay gọi tắt là bass, là cây đàn có kích thước lớn nhất trong họ nhạc cụ dây dùng cây vĩ. Chiều cao khoảng 1,9m, rộng 60cm, có 4 dây.
Khi sử dụng cây đàn này, người nhạc công đứng thẳng người và dùng cây vĩ kéo ngang các sợi dây đàn để tạo ra âm thanh. Cây vĩ dùng cho đàn này ngắn hơn, nhưng dày, rộng và nặng hơn so với các loại cây vĩ khác.

Về mặt kỹ thuật, contrabass không có ưu thế giai điệu vì âm thanh của nó vô cùng trầm. Cách kéo vĩ tương tự như kéo vĩ cầm, nhưng do cây vĩ quá ngắn nên hướng kéo vĩ phải thay đổi luôn.